# Aeroporto Internacional Mercedita

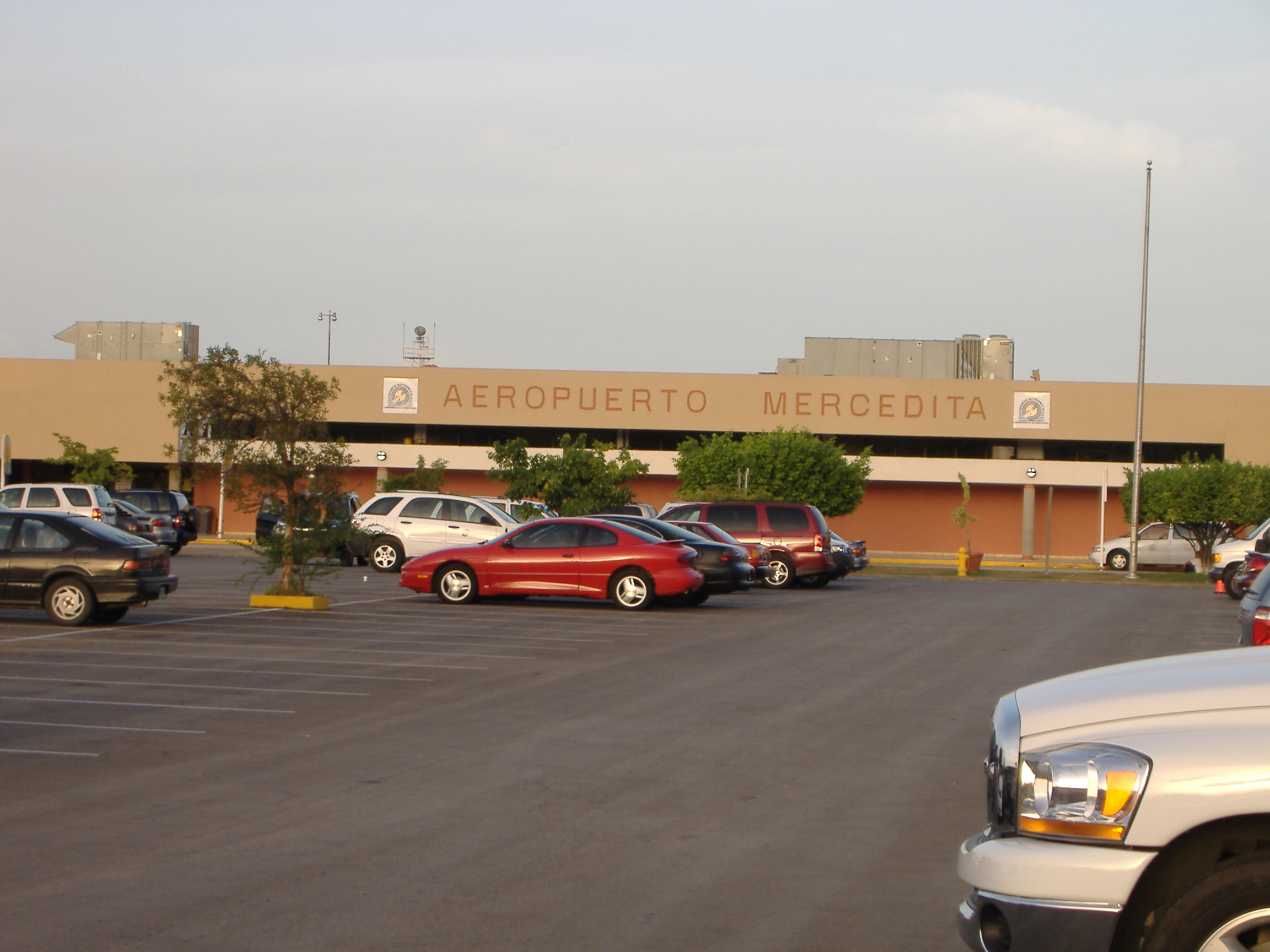

O Aeroporto Internacional Mercedita é um aeroporto localizado em Porto Rico, a três milhas ao leste da cidade de Ponce, no Bairro Calzada, setor Mercedita.